# San Clemente Island

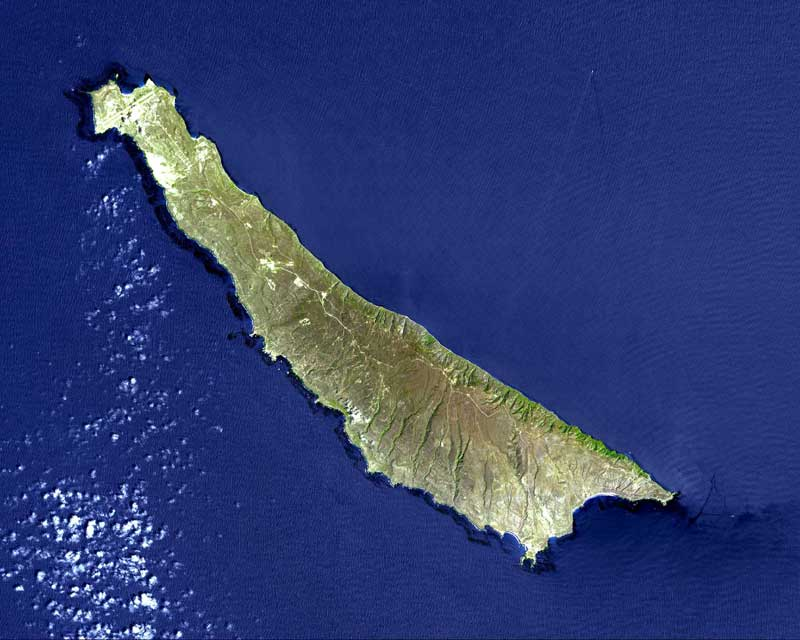
Satellietfoto

San Clemente Island is een 39 kilometer lang eiland, dat voor de westkust van Californië ligt en bestuurlijk gezien onder Los Angeles County valt. Het eiland is een van de bewoonde Channel Islands en heeft een oppervlakte van 147,13 km². Het hoogste punt is Vista Point, die 599 meter hoog is. De stad San Clemente is naar het eiland vernoemd.
San Clemente Island werd op 23 november 1602 ontdekt door Sebastián Vizcaíno, die het eiland vernoemde naar paus Clemens I.
Op het eiland is een marinehaven en het Naval Auxiliary Landing Field San Clemente Island. Het gebied wordt gebruikt voor schietoefeningen. De activiteiten van de marine hebben er voor gezorgd dat de San Clemente Island vos bijna uit is gestorven. Door een jarenlange campagne is de populatie zodanig hersteld dat de vossensoort niet langer bedreigd is. De soort is endemisch voor het eiland.
Anacapa · San Clemente · San Miguel · San Nicolas · Santa Barbara · Santa Catalina · Santa Cruz · Santa Rosa